# Eleições regionais nas Astúrias (2007)
As Astúrias celebraram as suas sétimas eleições para a Junta Geral do Principado das Astúrias, desde 1983, no dia 27 de Maio de 2007. Esta Junta é composta por 45 deputados distribuidos, durante a VI legislatura que agora se dissolve, da seguinte forma:
| Partido                                     | Lugares |
| ------------------------------------------- | ------- |
| Partido Socialista Operário Espanhol (PSOE) | 22      |
| Partido Popular (PP, direita)               | 19      |
| Esquerda Unida (IU)                         | 4       |

Entre os partidos com possibilidades de entrar para a Junta encontravam-se:
- A Unión Asturianista, coligação do Unión Renovadora Asturiana com o Partido Asturianista, com o ex-presidente Sergio Marqués Fernández como candidato e Xuan Xosé Sánchez Vicente como número dois
- A Unidá, coligação formada pela Izquierda Asturiana-Los Verdes e o Grupo Verde, de carácter nacionalista, ecologista e de esquerda.

Os temas fortes da campanha foram as infraestruturas, a economia e a oficialização do idioma asturiano.

## Candidatos
Apresentaram-se à chefia do governo três candidatos:
| Comunidade autónoma e presidente actual | Candidatos |
| --------------------------------------- | --- |
| Astúrias Vicente Álvarez Areces (PSOE)  | - PSOE: Vicente Álvarez Areces - PP: Ovidio Sánchez Díaz - IU-Bloque por Asturies (BA)-Los Verdes (LV): Jesús Iglesias Fernández |

## Resultados
Nas Astúrias a vitória foi do PSOE, embora sem a maioria absoluta, e apenas com um deputado mais que o PP.
| Comunidade autónoma   | Partido  | Votos   | %     | Deputados                                                                                          | +/- |
| --------------------- | -------- | ------- | ----- | -------------------------------------------------------------------------------------------------- | --- |
| Astúrias 45 deputados | PSOE     | 243.079 | 41,6% | 21 (15 pela circunscrição central, 3 pela circunscrição ocidental e 3 pela circunscrição oriental) | -1  |
| Astúrias 45 deputados | PP       | 244.255 | 41,8% | 20 (15 pela circunscrição central, 3 pela circunscrição ocidental e 2 pela circunscrição oriental) | +1  |
| Astúrias 45 deputados | IU-BA-LV | 57.382  | 9,8%  | 4 (pela circunscrição central)                                                                     | =   |